# Dødheimsgard
Dødheimsgard (llamado actualmente DHG) es una banda de black metal procedentes de Noruega formada en 1994. Lanzan su primer álbum debut "Kronet til Konge" en el que practican un black metal crudo y muy violento. En 2000 la banda cambia el nombre por DHG. Luego en 2006 completan su nuevo álbum Supervillain Outcast, que fue relanzado en abril de 2007, por la discográfica noruega Moonfog Productions y la discográfica estadounidense, The End Records.
En enero de 2008 en la página web de Blabbermouth anuncian al nuevo vocalista.
"Dødheimsgard" es una contracción de tres palabras en noruego:  "Død", que significa literariamente 'muerte', "heims" en el sentido de 'hogar' y "gard" que significa (al menos en este contexto) 'reino'. Una traducción natural en español sería "Reino de la Muerte".

## Miembros

### Actuales
- Vicotnik - Vocals (backing) (1994-1996), Drums (1994-1996), Vocals (lead) (1996-1998, 2011-2013, 2016-presente), Guitars (1997-presente)
- L.E. Måløy - Bass (2015-presente)
- Tommy Guns - Guitars, Piano (2015-presente)
- Øyvind Myrvoll - Drums (2019-presente)

### Previos
- Aldrahn (Bjørn Dencker Gjerde) - voces, guitarras (1994-2003)
- Alver (Jonas Alver) - bajo(1996)
- Apollyon (Ole Jørgen Moe) - bajo, batería, guitarras, voces
- Cerberus - guitarras (1998)
- Czral (Carl-Michael Eide) - batería (1999-2003)
- Fenriz (Gylve Nagell) - voces,guitarra (1994-1995)
- Inflabitan - guitarra y bajo
- Galder(Thomas Rune Andersen) - guitarras(1998)
- Kvohst - voces
- Mort - effects on Supervillain Outcast
- Mr. Magic Logic/Hologram/Zweizz - teclados

## Discografía
- Kronet Til Konge (1995)
- Monumental Possession (1996)
- Satanic Art (Mini CD) (1998)
- 666 International (1999)
- Supervillain Outcast (2007)
- A Umbra Omega (2015)
- Black Medium Current (2023)